# A Turks- és Caicos-szigetek címere

A Turks- és Caicos-szigetek címere

A Turks- és Caicos-szigetek címere egy pajzs, amelyen egy kagylót és két kaktuszt helyeztek el. A pajzs felett egy sisak valamint egy pelikán látható. A két pajzstartó egy-egy rózsaszínű flamingó. A címert 1965. szeptember 28-án adományozták. 